# هاينز بليسكا
هاينز بليسكا (بالألمانية: Heinz Pliska)‏ هو لاعب كرة قدم ألماني في مركز الوسط، ولد في 23 أكتوبر 1941 في غلزنكيرشن في ألمانيا. لعب مع شالكه 04.

## وصلات خارجية
- هاينز بليسكا على موقع قاعدة بيانات كرة القدم.إي يو (الإنجليزية)
- هاينز بليسكا على موقع بيانات كرة القدم. دي إي (الألمانية)